# Ottaviano - San Pietro - Musei Vaticani (métro de Rome)
Pour la commune de Campanie, voir Ottaviano.
Ottaviano - San Pietro - Musei Vaticani est une station de la ligne A du métro de Rome, située dans le Rione R.XXII. Prati de la ville de Rome. Elle dessert notamment le Vatican.

## Situation sur le réseau
Établie en souterrain, la station Ottaviano - San Pietro - Musei Vaticani de la ligne A du métro de Rome, est située entre les stations Cipro, en direction de Battistini, et Lepanto en direction d'Anagnina.

## Histoire
La station terminus Ottaviano est mise en service le 19 février 1980, lors de l'ouverture de l'exploitation de la première section de la ligne A jusqu'à l'autre terminus de Cinecittà.
Elle devient une station de passage le 29 mai 1999 lors de l'ouverture du prolongement d'Ottaviano à Valle Aurelia.
En 2007 elle est renommée officiellement Ottaviano - San Pietro - Musei Vaticani.

## À proximité
La station, situé dans le rione Prati, est depuis son inauguration l'un des principaux points de repère de toute la zone du Vatican. Elle permet d'atteindre notamment : la Place Saint-Pierre, la Basilique Saint-Pierre, les Musées du Vatican, la Chapelle Sixtine, l'obélisque du Vatican, le rione Borgo, la cité léonine, la Via della Conciliazione, le Château Saint-Ange, le Pont Saint-Ange et l'église Santo Spirito in Sassia.

## Projet
Il est prévu qu'elle devienne également une station de la ligne C mais aucune date n'est annoncée pour ce projet.